# Chlorophorus seclusus
Chlorophorus seclusus là một loài bọ cánh cứng trong họ Cerambycidae.